# South Beaches
Die South Beaches (englisch für Südstrände) sind die Strände an der Südseite der Byers-Halbinsel im Westen der Livingston-Insel im Archipel der Südlichen Shetlandinseln.
Ihren deskriptiven Namen erhielten die Strände durch den britischen Robbenfängerkapitän George Powell im Jahr 1822.